# لاميناريا شيطانية
لاميناريا شيطانية (الاسم العلمي: Laminaria diabolica) هو نوع من الطلائعيات يتبع جنس اللاميناريا من فصيلة اللامينارية.